# Witbrauwkruiplijster
De witbrauwkruiplijster (Pomatorhinus schisticeps) is een zangvogel uit de familie Timaliidae (timalia’s).

## Verspreiding en leefgebied
Deze soort komt voor van de Himalaya tot Indochina en telt 13 ondersoorten:
- P. s. leucogaster: de noordwestelijke Himalaya.
- P. s. schisticeps: van de centrale Himalaya tot zuidelijk Assam (noordoostelijk India) en noordwestelijk Myanmar.
- P. s. salimalii: noordelijk Assam (noordoostelijk India).
- P. s. cryptanthus: centraal Assam (noordoostelijk India) en noordoostelijk Bangladesh.
- P. s. mearsi: westelijk Myanmar.
- P. s. ripponi: oostelijk Myanmar, noordelijk Thailand en noordelijk Laos.
- P. s. nuchalis: zuidoostelijk Myanmar.
- P. s. difficilis: zuidoostelijk Myanmar en westelijk Thailand.
- P. s. olivaceus: zuidelijk Myanmar en zuidwestelijk Thailand.
- P. s. fastidiosus: Maleisië.
- P. s. humilis: noordoostelijk en oostelijk Thailand, zuidelijk Laos en centraal Vietnam.
- P. s. annamensis: oostelijk Cambodja en zuidelijk Vietnam.
- P. s. klossi: zuidoostelijk Thailand en zuidwestelijk Cambodja.

## Status
De grootte van de populatie is niet gekwantificeerd maar de soort wordt omschreven als plaatselijk algemeen tot zeldzaam. Op de Rode lijst van de IUCN heeft deze soort de status niet bedreigd.